# BUPA
The British United Provident Association, BUPA, är ett brittiskt företag med internationell täckning, som tecknar hälsorelaterade försäkringar.